# Corfu
Corfu ou Corfo (em grego: Κέρκυρα; em latim: Corcyra; em italiano: Corfù) é uma ilha grega do mar Jônico situada na costa da Albânia, de que é separada por estreitos variando em comprimento de 3 a 23 km, incluindo um perto de Butrint e outro perto de Tesprócia. Antigamente era chamada Corcira.
A ilha é uma unidade regional da Grécia, pertencente a região das Ilhas Jônicas. Sua capital é a cidade de Corfu, a principal cidade da ilha, onde está a Universidade Jónica.

## Mitologia
Corcira era uma ninfa, filha do deus-rio Asopo e de Metope, filha de Ladão; seus pais tinham dois filhos, Pelasgo e Ismeno, e doze filhas, Córcira, Salamina, Egina, Peirene, Cleone, Tebas, Tânagra, Tespeia, Asopis, Sinope, Ornia e Cálcis.[a]
Corcira foi raptada pelo deus do mar Posidão e levada para uma ilha, que passou a se chamar Corcira; nela nasceu Feace, ancestral dos feácios. Alcínoo, filho de Feace, foi quem retornou Odisseu à Ítaca.